# Сборная ЮАР по теннису в Кубке Дэвиса
Сборная ЮАР в Кубке Дэвиса (англ. South Africa Davis Cup team) — мужская национальная сборная, представляющая Южно-Африканскую Республику в Кубке Дэвиса — главном ежегодном соревновании национальных мужских теннисных сборных. Обладатель Кубка Дэвиса 1974 года.

## История
Сборная Южно-Африканской Республики впервые была включена в жеребьёвку Кубка Дэвиса (в те времена — теннисный Международный кубок вызова) в 1911 году, но так и не сыграла в этом розыгрыше, не явившись на матч с командой США. Её дебют состоялся в 1913 году, накануне Первой мировой войны. После войны южноафриканская команда достаточно регулярно участвовала в розыгрышах Кубка вплоть до 1937 года, хотя особых успехов не добивалась — её лучшими результатами стали выходы в полуфинал европейского турнира претендентов в 1927 году (когда её обыграли французы со счётом 5:0) и в 1935 году (когда она с таким же счётом уступила чехословакам).
Участие сборной ЮАР в Кубке Дэвиса после Второй мировой войны было более успешным, хотя часть этих успехов была связана с отказами соперников выступать на домашних кортах страны апартеида. Отказы соперников позволили южноафриканцам, в частности, вообще без игры дойти до финала Европейской зоны в 1969 году и дважды в последующие годы — до финала Американской зоны. В 1970 году, в результате общественной кампании, возглавлявшейся чернокожим американским теннисистом Артур Эш, уже сама сборная ЮАР была исключена из числа участников Кубка Дэвиса, но вернулась в турнир в 1973 году.
В 1974 году команда ЮАР после четырёх побед (в том числе в межзональном турнире над командой Италии) и одного отказа соперников впервые в своей истории стала финалистом Кубка Дэвиса, но финальный матч не состоялся: на игру в Южную Африку отказалась приехать сборная Индии. Таким образом, ЮАР, получив Кубок Дэвиса ввиду неявки соперников, стала пятой страной-победительницей в истории турнира после стран «Большой четвёрки» (США, Великобритании, Австралии и Франции).
После этого, однако, сборную покинули несколько сильных игроков (в первую очередь Клифф Дрисдейл, отказавшийся также от южноафриканского гражданства), и она потеряла в классе, проиграв четыре матча из следующих пяти, а в 1979 году была вторично исключена из розыгрыша Кубка Дэвиса в связи с политикой апартеида, вернувшись в него лишь в 1992 году, когда с апартеидом было покончено. За три последующих сезона команда, где играли призёры барселонской Олимпиады Уэйн Феррейра и Пит Норвал и бывшая первая ракетка мира в парном разряде Дани Виссер, прошла путь из III Европейско-африканской группы до Мировой группы — высшего дивизиона Кубка Дэвиса. Там она пребывала с 1995 по 1998 год, одержав за эти годы три победы при четырёх поражениях (в том числе над сборной России в 1997 году) после чего, проиграв чехам в плей-офф, покинула Мировую группу, в которую пытается вернуться до настоящего времени. Начиная с 2009 года южноафриканские спортсмены четыре раза подряд играли в плей-офф Мировой группы, но каждый раз терпели поражение.

### Рекорды и статистика

#### Команда
- Сезонов в Кубке Дэвиса — 65 (93—64)
  - Сезонов в Мировой группе — 6 (4—5)
- Чемпионских званий — 1 (1974)
- Самая длинная серия побед — 11 (1992—1995, включая путь из III Европейско-африканской группы до четвертьфинала Мировой группы и победы над сборными Румынии в I Европейско-африканской группе, Индии в плей-офф Мировой группы и Австралии в первом круге Мировой группы)
- Самая крупная победа — 5:0 по играм, 15:1 по сетам, 93:28 по геймам ( Норвегия —  ЮАР, 1965)
- Самый длинный матч — 15 часов 59 минут ( Израиль —  ЮАР 3:2, 2001)
  - Наибольшее количество геймов в матче — 246 ( Великобритания —  ЮАР 3:2, 1969)
- Самая длинная игра — 5 часов 2 минуты ( Ноам Окун —  Маркос Ондруска 6-2 6-4 6-71 3-6 7-5, 2001)
  - Наибольшее количество геймов в игре — 67 ( С. Хольберг / К. Нильсен —  Э. Сегал / Я. Вермак 11-9 13-15 1-6 5-7, 1955)
- Наибольшее количество геймов в сете — 28 ( С. Хольберг / К. Нильсен —  Э. Сегал / Я. Вермак 11-9 13-15 1-6 5-7, 1955;  Майк Сангстер —  Эйб Сегал 6-1 13-15 6-2 10-8, 1961)

#### Игроки
- Наибольшее число сезонов в сборной — 14 (Равен Класен)
- Наибольшее число матчей — 28 (Фрю Макмиллан)
- Наибольшее число игр — 59 (Уэйн Феррейра, 41—18)
- Наибольшее число побед — 41 (Уэйн Феррейра, 41-18)
  - В одиночном разряде — 32 (Клифф Дрисдейл, 32-12)
  - В парном разряде — 23 (Фрю Макмиллан, 23-5)
  - В составе одной пары — 16 (Фрю Макмиллан / Боб Хьюитт, 16-1)
- Самый молодой игрок — 17 лет 16 дней (Лео Маттисен, 11 августа 2023)
- Самый возрастной игрок — 40 лет 111 дней (Равен Класен, 4 февраля 2023)

## Состав в сезоне 2023 года
- Алек Бекли
- Девин Баденхорст
- Крис ван Вик
- Кристиан Ворст
- Равен Класен
- Лео Маттисен
- Филип Хеннинг

Капитан: Маркос Ондруска

## Недавние матчи
| Дата                | Уровень                    | Место           | Состав                           | Соперники | Счёт |
| ------------------- | -------------------------- | --------------- | -------------------------------- | --------- | ---- |
| 1-2 февраля 2025    | Плей-офф II Мировой группы | Претория, ЮАР   | К. Ван Вик, А. Бекли, Ф. Хеннинг | Нигерия   | 3:1  |
| 14-15 сентября 2024 | 1 раунд II Мировой группы  | Каир, Египет    | А. Бекли, Ф. Хеннинг             | Ливан     | 1:3  |
| 2-3 февраля 2024    | Плей-офф II Мировой группы | Ту Сон, Вьетнам | К. Ван Вик, К. Ворст, Ф. Хеннинг | Вьетнам   | 3:2  |